# Julia (singel)
Julia – singel brytyjskiego duetu Eurythmics, wydany w 1985 roku.

## Ogólne informacje
Był to drugi singel ze ścieżki dźwiękowej do filmu 1984. W przeciwieństwie do pierwszego singla z tego albumu, „Julia” nie odniosła sukcesu na listach przebojów. Piosenka jest synthpopową balladą, a wokal Annie Lennox w tym nagraniu został zmodyfikowany przy użyciu vocodera. Utwór pojawia się podczas napisów końcowych i różni się od wersji zamieszczonej na płycie. Na stronie B singla umieszczono nagranie „Ministry of Love”.

## Teledysk
Teledysk został nakręcony przez Chrisa Ashbrooka. Okładka singla to kadr z filmu przedstawiający główną bohaterkę – Julię, graną przez Suzannę Hamilton.

## Listy przebojów
| Kraj            | Pozycja |
| --------------- | ------- |
| Wielka Brytania | 44      |
| Irlandia        | 17      |